# Bơi nghệ thuật tại Đại hội Thể thao châu Á 2006 – Đôi Nữ
Nội dung biểu diễn đôi nữ bộ môn bơi nghệ thuật tại Đại hội Thể thao châu Á 2006 ở Doha được tổ chức vào ngày 8 tháng 12 tại Trung tâm thể thao dưới nước Hamad.

## Lịch thi đấu
Tất cả các giờ đều là Giờ chuẩn Ả Rập (UTC+03:00)
| Ngày                         | Giờ   | Nội dung          |
| ---------------------------- | ----- | ----------------- |
| Thứ sáu, 8 tháng 12 năm 2006 | 10:00 | Technical routine |
| Thứ sáu, 8 tháng 12 năm 2006 | 18:00 | Free routine      |

## Kết quả
Chú thích
- FR — Dự bị trong nội dung free
- RR — Dự bị trong nội dung technical và free
- TR — Dự bị trong nội dung technical

| Thứ hạng | Đội tuyển                                                                   | Technical (50%) | Free (50%) | Tổng cộng |
| -------- | --------------------------------------------------------------------------- | --------------- | ---------- | --------- |
| 1        | Trung Quốc (CHN) · Jiang Tingting · Jiang Wenwen · Wang Na (RR)             | 48.084          | 48.500     | 96.584    |
| 2        | Nhật Bản (JPN) · Saho Harada · Ayako Matsumura (RR) · Emiko Suzuki          | 48.167          | 48.334     | 96.501    |
| 3        | Kazakhstan (KAZ) · Ainur Kerey (RR) · Anna Kulkina · Arna Toktagan          | 44.584          | 45.084     | 89.668    |
| 4        | Hàn Quốc (KOR) · Cho Moung-kyoung · Kim Min-jeong                           | 44.584          | 44.750     | 89.334    |
| 5        | CHDCND Triều Tiên (PRK) · Tokgo Pom · Wang Ok-gyong                         | 43.167          | 43.584     | 86.751    |
| 6        | Uzbekistan (UZB) · Natalya Korneeva · Darya Mojaeva (RR) · Valentina Popova | 39.417          | 39.417     | 78.834    |
| 7        | Malaysia (MAS) · Katrina Abdul Hadi · Jillian Ng (FR) · Yshai Poo Voon (TR) | 38.500          | 39.334     | 77.834    |
| 8        | Ma Cao (MAC) · Au Ieong Sin Ieng · Lok Ka Man · Sin Wan I (RR)              | 37.417          | 38.167     | 75.584    |